# ريم عبد العزيز
ريم عبد العزيز (23 أكتوبر 1976 –)، ممثلة سورية.

## عن حياتها
من مواليد مدينة حلب. بدأت التمثيل وهي صغيرة بعام 1995 وذلك ومن خلال المشاركة في المسلسلات التلفزيونية. انطلاقتها كانت عام 1995 وذلك من خلال مشاركتها في السهرة التلفزيونية أمينة الصندوق مع المخرج حاتم علي. وهي ابنة الشاعر الغنائي نظمي عبد العزيز أحد مؤسسي الاغنية السورية وأختها المطربة والممثلة سمر عبد العزيز. وهي عضو في نقابة الفنانين منذ عام 2002.

## أعمالها في مجال الإخراج
- [(فقط انسان)] فيلم قصير (2015)
- [(توب5)] مسلسل تلفزيوني (2017)
- [(روح)] فيلم قصير (2018)
- كما اخرجت العديد من الاغاني الفيديو كليب لأختها المطربة سمر عبد العزيز ومنها:
- (تحت المطر)
- (ربيتك صغيرون حسن)
- (لحظة حنان)
- (انساني)
- (وصلة تراث) [(درب حلب)
- (بحياتنا لا تزعلوا)
- (عالحق ما بتعلى كلمة) (أغنية وطنية)
- (حلب بتسلم عليكن) (أغنية وطنية)
- (سنبني سوريا) (أغنية وطنية])
- كما اخرجت أغنية بعنوان (الأم] للفنان السوري (ايهم طباع]

### سينما
- ع الهوا (2007)
- مناحي (2008) بدور "مريم"
- للعدالة كلمة أخيرة (2009)
- ليلى والذئاب (2012)

### تلفزيون
- ذئب السيسبان (1986)
- سهرة أمينة الصندوق (1995)
- قلوب خضراء (1996)
- خلف الجدران (1997)
- العرس الحلبي (1998)
- أهلا حماتي (1998)
- الحقد الأبيض (1998)
- التعبان (1998)
- المحقق كونان (1999) رسوم متحركة
- كنا أصدقاء (1999)
- عيلة أكابر (1999)
- أنت عمري (1999) بدور "سعاد"
- أيادي في الظلام (2000)
- الظل والنور (2000)
- حارة الجوري (2001)
- مدام دبليو (2002)
- البيوت أسرار (2002) بدور "نجيبة"
- قلة ذوق وكثرة غلبة (2002) بدور " الدكتورة طلة الطلايل"
- أبو المفهومية (2003)
- النورس (2003)
- أنشودة المطر (2003)
- ومضات من تاريخنا (2003)
- الشمعة و الدبوس (2003)
- رحلة الانتقام (2003)
- حمام القيشاني الجزء الخامس (2003) بدور "رشا"
- أم هاشم (2003) بدور "الطبيبة ابنة أم هاشم"
- الصمت (2004)
- أبو زيد الهلالي (2004) بدور "نافلة"
- حكايا الليل والنهار (2005)
- على جناح التبريزي (2005)
- دوار القمر (2005)
- اقاصيص (2006)
- جريمة بلا نهاية (2007)
- عمشة في ديرة النسوان (2008)
- أدهم الشرقاوي (2008) بدور "ضيفة المسلسل"
- للعدالة كلمة أخيرة (2009)
- على موج البحر (2009)
- أبو جانتي الجزء الأول (2010)
- لعنة الطين (2010)
- نور و مهند (2010) مسلسل اذاعي
- كشف الأقنعة (2011)
- رجال العز (2011) بدور "أم فاضل"
- الجذور تبقى خضراء (2012) بدور "إلهام"
- الأميمي (2012)
- الأوراق البنفسجية (2012)
- تحت سماء الوطن (2012) تلفزيون سباعية
- حدث في دمشق (2013) بدور "فادية"
- وطن حاف (2013)
- خان الدراويش (2014)
- رقص الأفاعي (2014)
- بواب الريح (2014)
- رجال الحارة (2014)
- امرأة من رماد (2015)
- دنيا الجزء الثاني (2015) بدور "شهيرة"
- جزيرة الأحلام (2015)
- لست جارية (2016)
- اهلا جارتنا (2016)
- خان الدراويش (2016)
- غبار الجوري (2017) بدور "أم جواد"
- طوق البنات 3 (2017)
- عطر الشام 2 (2017)

```
 بدور "ضيفة شرف"
```

- وردة شامية (2018) بدور "منيرات خانم"
- عطر الشام 3 (2018)
- باب الحارة 10 (2019) بدور "ربيعه"
- كرسي الزعيم (2019)
- ترجمان الاشواق (2019) "ضهور خاص"
- شوارع الشام العتيقة (2019) بدور "أم خاطر"
- كونتاك (2019)
- حركات بنات (2019)
- عطر الشام 4 (2019)

## روابط خارجية
- ريم عبد العزيز على موقع قاعدة بيانات الأفلام العربية